# Észtország hívójelkörzetei
Észtország hívójelkörzetei követik a megyehatárokat (maakonnad) egy körzetbe több megye is tartozik.
Észtország számára az ITU az ES hívójelprefixet határozta meg.
A Szovjetunió fenhatósága alatt az UR prefixet használták.

## Észtország hívójelkörzetei[1][2][3]
| Körzet | Prefix | Megye / jelleg      |
| ------ | ------ | ------------------- |
| 0      | ES0    | Nyugati szigetek    |
| 0      | ES0    | Saare maakond       |
| 0      | ES0    | Hiiu maakond        |
| 1      | ES1    | Tallinn             |
| 1      | ES1    | Északi szigetek     |
| 2      | ES2    | Harju maakond       |
| 3      | ES3    | Lääne maakond       |
| 3      | ES3    | Rapla maakond       |
| 3      | ES3    | Järva maakond       |
| 4      | ES4    | Lääne-Viru maakond  |
| 4      | ES4    | Ida-Viru maakond    |
| 5      | ES5    | Jõgeva maakond      |
| 5      | ES5    | Tartu maakond       |
| 6      | ES6    | Valga maakond       |
| 6      | ES6    | Võru maakond        |
| 6      | ES6    | Põlva maakond       |
| 7      | ES7    | Viljandi maakond    |
| 8      | ES8    | Pärnu maakond       |
| 9      | ES9    | Speciális állomások |

## Lajstromjel
Vízi és légi járművek lajstromjelezéséhez az ES prefixet használják.